# Ernst Lubitsch

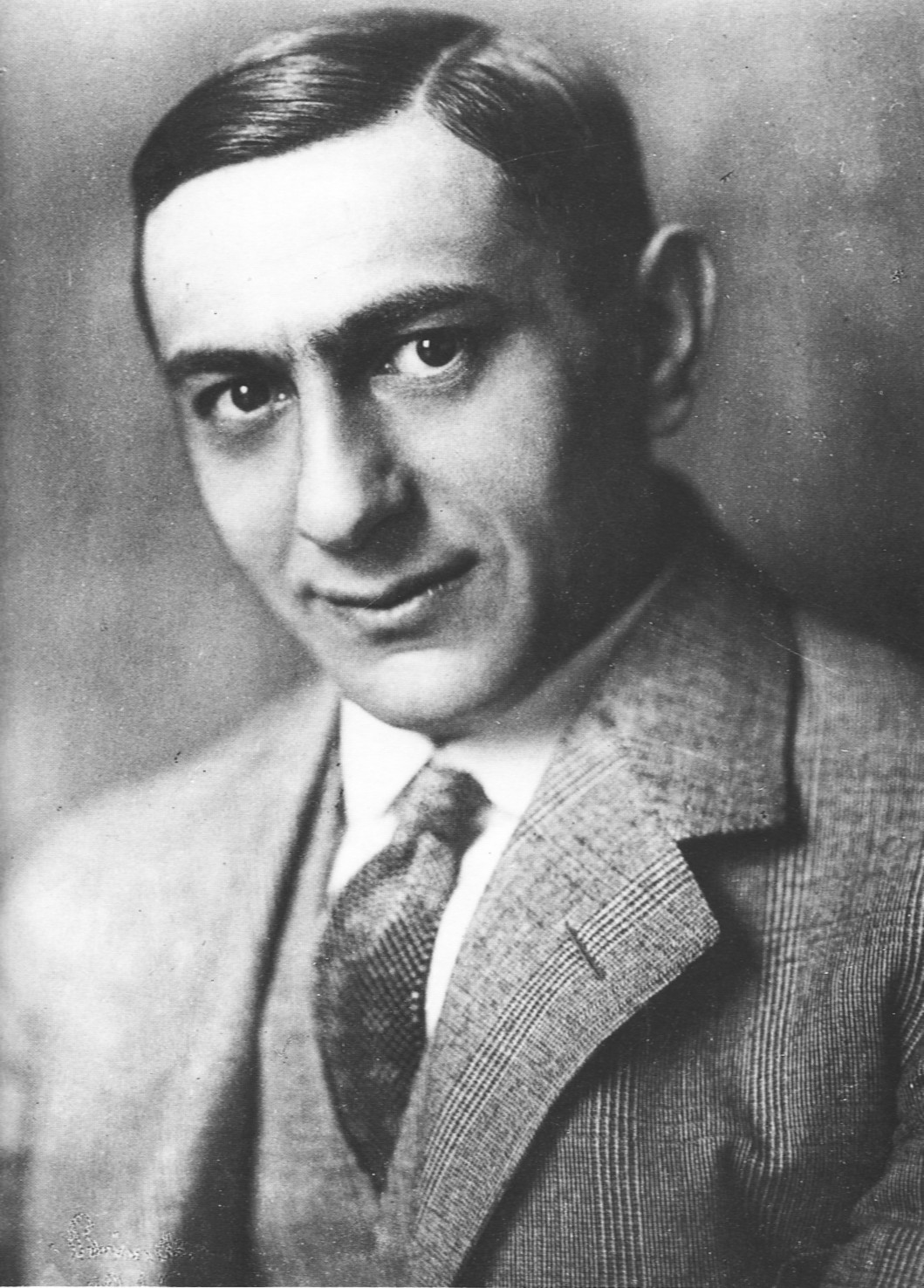
Ernst Lubitsch, Fotografie von Alexander Binder, vor 1920

Ernst Lubitsch (geboren am 29. Januar 1892 in Berlin; gestorben am 30. November 1947 in Los Angeles, Kalifornien, USA) war ein deutscher Filmregisseur und Schauspieler, der die US-amerikanische Staatsbürgerschaft erwarb. Nachdem er in Deutschland erste Erfolge als Regisseur gefeiert hatte, zog er in den 1920er Jahren nach Hollywood. Dort machte er sich vor allem einen Namen als Regisseur von kultivierten, eleganten „Salonkomödien“; deren besonderen Charme beschrieben Filmkritiker später als den „Lubitsch-Touch“. Kurz vor seinem Tod erhielt Lubitsch einen Ehrenoscar für sein Lebenswerk.

## Leben und Werk

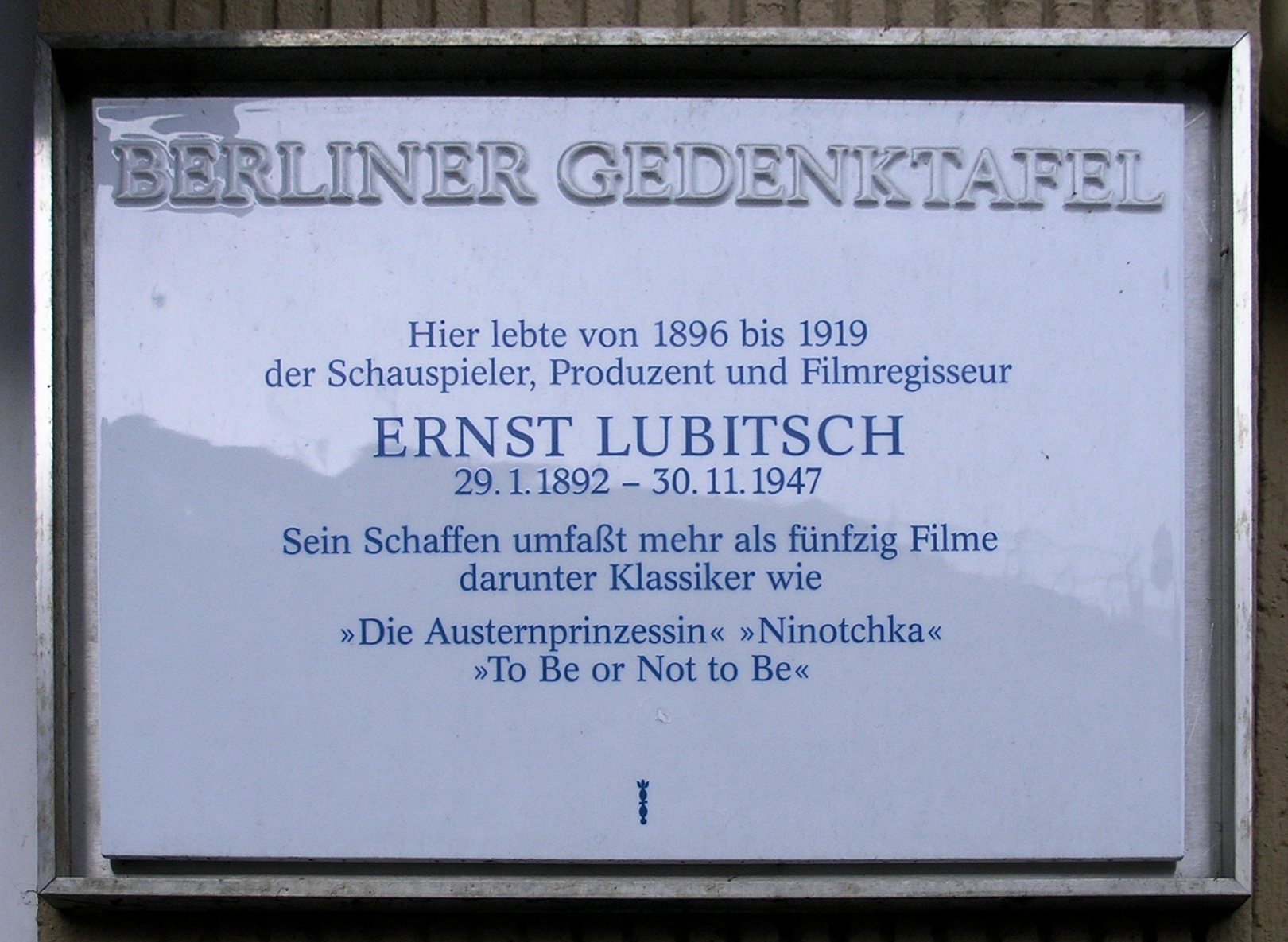
Berliner Gedenktafel am Haus Schönhauser Allee 183, in Berlin-Prenzlauer Berg

### Herkunft und frühes Schaffen
Ernst Lubitsch war der Sohn des Damenschneiders Simcha (Simon) Lubitsch und dessen Frau Anna, geb. Lindenstaedt. Seine Eltern waren aschkenasische Juden; der Vater stammte aus Grodno im heutigen Belarus, die Mutter aus dem brandenburgischen Wriezen. Ernst Lubitsch besuchte das Sophiengymnasium in Berlin (mit seinem späteren Kollegen Lothar Mendes). Nach einer Lehre als Stoffhändler wurde Lubitsch Schüler von Max Reinhardt, dem damaligen Intendanten des Deutschen Theaters in Berlin. Erste Auftritte an Kabaretten und Kleinkunstbühnen folgten, ehe er im Jahr 1911 als Schauspieler am Deutschen Theater engagiert wurde.
Seine erste nachweisbare Filmrolle hatte Lubitsch bei der Deutschen Bioscop GmbH, von der er für kurze Zeit unter Vertrag genommen wurde, in dem Film Die ideale Gattin. Später führte Lubitsch selbst Regie, erstmals in Blindekuh, und trat gelegentlich noch als Schauspieler auf. Nachdem er zunächst vor allem Slapstick-Filme gedreht hatte, wechselte er ab 1919 immer wieder das Genre und inszenierte abwechselnd historische Kostümfilme und Komödien, vorzugsweise mit Ossi Oswalda sowie Emil Jannings oder Pola Negri in den Hauptrollen. Zu Lubitschs Mitarbeitern gehörten regelmäßig der Drehbuchautor Hanns Kräly, die Kameraleute Theodor Sparkuhl und Alfred Hansen und der Szenenbildner Kurt Richter.
Noch zu Lebzeiten ließ sich Familie Lubitsch eine Grabanlage auf dem Jüdischen Friedhof Weißensee errichten. Die Ausführung nahm die Firma Siegfried Weiss, Grabmalkunst Weißensee, vor. Sie wurde nie belegt.

### Emigration in die USA

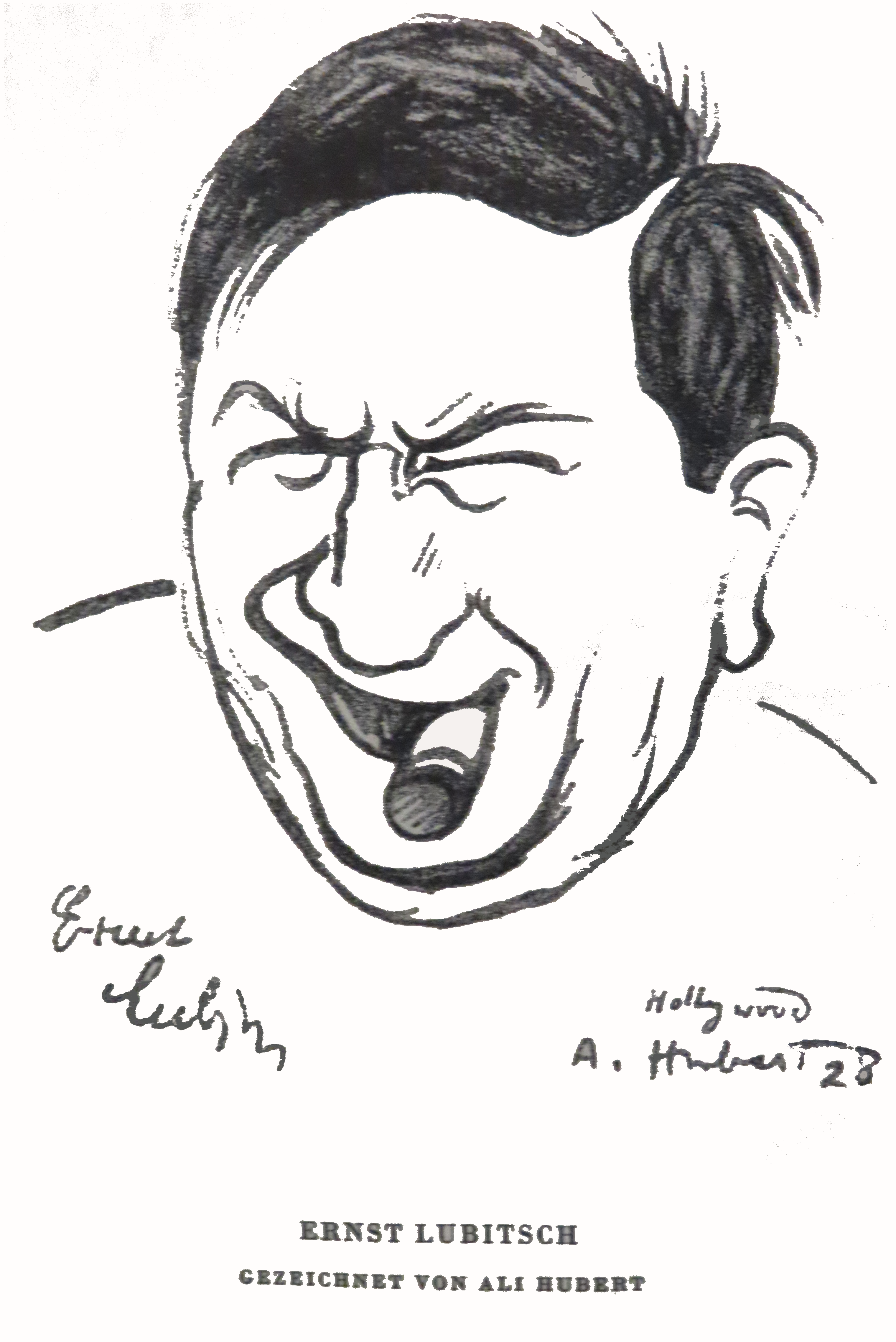
Karikatur Ernst Lubitschs von Ali Hubert, 1928

Nach dem internationalen Erfolg seiner Historienfilme Anna Boleyn und Das Weib des Pharao ging Lubitsch 1922 nach Hollywood und war der erste europäische Regisseur von Rang, der sich dort niederließ. Im selben Jahr wurde er von Mary Pickford als Regisseur für ihren nächsten Film engagiert, mit dem sie den Versuch unternahm, ihr bisheriges Repertoire von Kleine-Mädchen-Rollen hin zu mehr fraulichen Darstellungen zu erweitern. Bereits im Vorfeld kam es zu Spannungen, da Pickford den ursprünglichen Plan, Faust zu verfilmen, auf Anraten ihrer Mutter hatte fallen lassen. Im Gegenzug weigerte sich Lubitsch, das Kostümdrama Dorothy Vernon of Haddon Hall als Stoff zu akzeptieren. Stattdessen einigten sich Lubitsch und Pickford auf Rosita, in dem Pickford eine Mandolinenspielerin darstellte. Obwohl der Film bei den Kritikern und Zuschauern gut ankam, ließ Pickford die Option für einen weiteren Film fallen.
Lubitsch erhielt daraufhin einen Vertrag bei Warner Brothers, für die er drei Jahre arbeitete, ehe er zu Paramount wechselte. Die Filme dieser Zeit sind meist elegant in Szene gesetzte Romanzen und Salonkomödien wie Lady Windermeres Fächer und Küß’ mich noch einmal. Doch drehte Lubitsch auch weiterhin Historienfilme, etwa Das verbotene Paradies, der ihn wieder mit Pola Negri zusammenbrachte, und Der Patriot, einen Monumentalfilm, der der letzte große Erfolg von Emil Jannings in den USA wurde. Unter dem Motto Goodbye Slapstick – Hello Nonchalance! warb das Studio für Lubitsch-Komödien, und bald nahmen auch die Kritiker den sogenannten Lubitsch Touch wahr. Dieser Touch, sozusagen das Markenzeichen seiner mitunter frivolen Gesellschaftskomödien, bestand darin, nicht alle Details der Handlung zu zeigen, sondern es dem Zuschauer zu überlassen, sich Teile der teils schlüpfrigen Handlung vorzustellen. Im damals sittenstrengen Amerika mit seinen scharfen Zensurbestimmungen vermochte Lubitsch auf diese Art, Doppeldeutigkeiten in die Handlung einzubringen, ohne ins Vulgäre abzurutschen. Die amerikanischen Kritiker bezeichneten dies als „naughty, but nice“ (dt.: unartig, aber nett).
Sein Prestige wuchs, und bereits 1927 vertraute ihm Irving Thalberg seine Ehefrau Norma Shearer für den Film Alt-Heidelberg an, einer opulenten Verfilmung der Operette The Student Prince. Mit Camilla Horn und John Barrymore verfilmte Lubitsch zwei Jahre später die romantische Abenteuerromanze Der König der Bernina. Im Jahr 1929 wurde er der bekannteste Regisseur Hollywoods, als er mit dem Musical Liebesparade nicht nur aus Maurice Chevalier einen internationalen Star machte, sondern auch die Innovation des Tonfilms in optimaler Weise einsetzte. Monte Carlo (1930) enthielt technische Neuerungen, die den Umgang mit der Tontechnik dauerhaft verbesserten. Dank des Erfolgs von Der lächelnde Leutnant waren ab 1931 Musicals erneut en vogue.
Weitere Ausflüge in das dramatische Fach wurden von Kritik und Publikum nicht akzeptiert, und der Misserfolg des Kriegsdramas Der Mann, den sein Gewissen trieb, das 1932 Nancy Carroll und Phillips Holmes in den Hauptrollen zeigte, überzeugte Lubitsch, künftig nur noch Komödien zu drehen. In der Folgezeit drehte er mit Ärger im Paradies und Serenade zu dritt zwei seiner stilbildenden Werke, die besonders Billy Wilder tief beeindruckten. Wilder schrieb später mehrere Drehbücher für Lubitsch. Im Jahr 1934 wurde Lubitsch auf persönlichen Wunsch von Louis B. Mayer und Irving Thalberg von Metro-Goldwyn-Mayer ausgeliehen, um die Produktion von Die lustige Witwe mit Maurice Chevalier und dessen langjähriger Partnerin Jeanette MacDonald zu übernehmen.
Lubitsch versuchte zweimal, Marlene Dietrich, deren Karriere Mitte des Jahrzehnts stagnierte, zurück in die Gunst des Publikums zu bringen. War die Komödie Perlen zum Glück (1936), deren Produktion Lubitsch eng überwachte, leidlich erfolgreich, so überzeugte der Reinfall von Engel im folgenden Jahr die Verantwortlichen von Paramount, Dietrich aus ihrem Vertrag zu entlassen.
Nachdem Lubitsch 1936 kurzfristig Produktionschef von Paramount gewesen war, wechselte er 1938 zu MGM, um dort mit Greta Garbo Ninotschka zu drehen. Garbo wollte Lubitsch bereits 1933 für die Regie von Königin Christine haben, doch zerschlugen sich die Pläne damals. Das Studio warb mit dem Slogan „Garbo lacht“, und der Film spielte in den USA über $ 1 Mio. Dollar ein. Garbo wurde für einen Oscar nominiert.
Im Jahr 1938 wurde Lubitsch als Repräsentant des europäischen Kinos in Hollywood von Paul Kohner als Präsident des neu gegründeten European Film Fund eingesetzt, der in die USA emigrierte notleidende europäische Filmschaffende unterstützte. Dieses Amt hatte er bis zu seinem Tod 1947 inne.
Nach dem anfangs erfolglosen Filmklassiker Rendezvous nach Ladenschluß und der Merle-Oberon-Komödie Ehekomödie drehte Lubitsch 1942 seinen heute bekanntesten Film, die den Nationalsozialismus verspottende Tragikomödie Sein oder Nichtsein nach dem Text Noch ist Polen nicht verloren von Melchior Lengyel. Die Hauptdarstellerin, Carole Lombard, starb vor der Uraufführung bei einem Flugzeugunglück. In der New York Times hieß es: „As it is, one has the strange feeling that Mr. Lubitsch is a Nero, fiddling while Rome burns.“ (dt.: Man wird das seltsame Gefühl nicht los, dass Herr Lubitsch ein Nero ist, der Musik macht, während Rom brennt.)
1945 erlitt Lubitsch bei den Dreharbeiten zu Skandal bei Hofe einen Herzinfarkt. Der Film wurde von Otto Preminger fertiggestellt. 1946 drehte Lubitsch Cluny Brown auf Freiersfüßen, in dem er die englische Vorkriegsgesellschaft und ihre Sitten aufs Korn nahm. Im Frühjahr 1947 erhielt er einen Ehrenoscar für seine innovative Regie und sein Lebenswerk.
Am 30. November 1947 starb Ernst Lubitsch in Hollywood an einem weiteren Herzinfarkt. Er wurde auf dem Forest Lawn Memorial Park in Glendale, Kalifornien, beigesetzt. Die Dreharbeiten zu seinem letzten Film, Die Frau im Hermelin, mussten von Preminger vollendet werden.

### Privatleben und Ehrungen
1922 heiratete Lubitsch Helene Sonnet Kraus, von der er sich 1930 scheiden ließ. Das Paar ließ sich von der Berliner Gesellschaftsfotografin Frieda Riess fotografieren. Am 27. Juli 1935 heiratete er die britische Schauspielerin Vivian Gaye (bürgerlich Sania Bezencenet). Mit ihr hatte er eine Tochter, Nicola Anne Patricia Lubitsch, die am 27. Oktober 1938 geboren wurde. Nicola und ihr Kindermädchen Consuela Strohmeier waren an Bord des britischen Ozeandampfers Athenia, der am 3. September 1939 von einem deutschen U-Boot versenkt wurde. Strohmeier und das Kind wurden gerettet.
Für sein Lebenswerk wurde Ernst Lubitsch 1947 der Ehrenoscar verliehen. Auf dem Hollywood Walk of Fame sowie auf dem Boulevard der Stars in Berlin sind ihm Sterne gewidmet. Der Ernst-Lubitsch-Preis ist nach ihm benannt.

## Arbeitsweise
Lubitsch war als strenger, sehr bestimmender Regisseur bekannt, der seinen Darstellern wenig Interpretationsraum ließ. Sowohl Mary Pickford als auch seine Regiekollegen Josef von Sternberg und Clarence Brown meinten, die Schauspieler würden auf der Leinwand „Lubitsch spielen“, statt ihre eigene Persönlichkeit einzubringen. Viele seiner Filme zeichneten sich auch dadurch aus, dass er bestimmte Vorgänge und Ereignisse der Filmhandlung der Phantasie der Zuschauer überließ. Dazu sagte er: „Jeder gute Film ist mit Geheimnissen gefüllt. Wenn ein Regisseur nicht ein paar Sachen ungesagt lässt, ist es ein lausiger Film.“

## Filmografie

### Deutsche Filme
- 1913: Die ideale Gattin (Darsteller)
- 1914: Die Firma heiratet (Darsteller)
- 1914: Bedingung – Kein Anhang! (Darsteller)
- 1914: Der Stolz der Firma (Darsteller)
- 1914: Fräulein Piccolo (Darsteller)
- 1915: Blindekuh (Regie/Darsteller)
- 1915: Ein verliebter Racker (Darsteller)
- 1915: Fräulein Seifenschaum (Regie/Drehbuch/Darsteller)
- 1915: Zucker und Zimt (Regie/Drehbuch/Darsteller/Produktion)
- 1915: Aufs Eis geführt (Regie/Drehbuch/Produktion)
- 1915: Arme Marie (Darsteller)
- 1915: Der gemischte Frauenchor (Regie/Darsteller)
- 1915: Sein einziger Patient (Regie/Darsteller)
- 1915: Robert und Bertram (Darsteller)
- 1915: Der Kraftmeier (Regie/Darsteller)
- 1915: Der schwarze Moritz (Darsteller)
- 1915: Sein letzter Anzug (Regie/Darsteller)
- 1916: Leutnant auf Befehl (Darsteller)[9][10]
- 1916: Als ich tot war (Regie/Drehbuch/Darsteller)
- 1916: Dr. Satansohn (Darsteller)
- 1916: Schuhpalast Pinkus (Regie/Darsteller)
- 1916: Das schönste Geschenk (Regie/Darsteller)
- 1916: Der G.m.b.H.-Tenor (Regie/Darsteller)
- 1916: Die neue Nase (Regie/Darsteller)
- 1916: Keiner von beiden (Kurzfilm)
- 1917: Ossi’s Tagebuch (Regie)
- 1917: Käsekönig Holländer (Regie/Darsteller)
- 1917: Der Blusenkönig (Regie/Drehbuch/Darsteller)
- 1917: Hans Trutz im Schlaraffenland (Darsteller)
- 1917: Wenn vier dasselbe tun (Regie/Drehbuch/Darsteller)
- 1917: Das fidele Gefängnis (Regie/Drehbuch/Darsteller)
- 1917: Prinz Sami (Regie/Drehbuch/Darsteller)
- 1918: Der Rodelkavalier (Regie/Drehbuch/Darsteller)
- 1918: Ich möchte kein Mann sein (Regie/Drehbuch)
- 1918: Das Mädel vom Ballett
- 1918: Der Fall Rosentopf (Regie/Drehbuch/Darsteller)
- 1918: Die Augen der Mumie Ma
- 1918: Carmen
- 1918: Meine Frau, die Filmschauspielerin (Regie/Drehbuch)
- 1919: Rausch (Regie/Drehbuch)
- 1919: Der lustige Ehemann (Drehbuch)
- 1919: Meyer aus Berlin (Regie/Darsteller)
- 1919: Die Austernprinzessin (Regie/Drehbuch)
- 1919: Madame Dubarry
- 1919: Die Puppe (Regie/Drehbuch/Darsteller)
- 1920: Die Wohnungsnot (Regie/Drehbuch)
- 1920: Kohlhiesels Töchter (Regie/Drehbuch)
- 1920: Romeo und Julia im Schnee (Regie/Drehbuch)
- 1920: Sumurun (Regie/Drehbuch/Darsteller)
- 1920: Anna Boleyn
- 1921: Die Bergkatze (Regie/Drehbuch)
- 1922: Das Weib des Pharao
- 1922: Die Flamme (Regie/Produktion)

### US-amerikanische Filme
- 1923: Rosita
- 1924: Die Ehe im Kreise (The Marriage Circle) (Regie/Produktion)
- 1924: Drei Frauen (Three Women) (Regie/Drehbuch)
- 1924: Das verbotene Paradies (Forbidden Paradise)
- 1925: Küß’ mich noch einmal (Kiss Me Again)
- 1925: Lady Windermeres Fächer (Lady Windermere’s Fan) (Regie/Schnitt)
- 1926: So ist Paris (So This Is Paris)
- 1926: The Honeymoon Express (Regie (ungenannt))
- 1927: Alt-Heidelberg (The Student Prince) (Regie/Produktion)
- 1928: Der Patriot (The Patriot) (Regie/Schnitt)
- 1929: Der König der Bernina (Eternal Love)
- 1929: Liebesparade (The Love Parade) (Regie/Produktion)
- 1930: Paramount-Parade (Paramount on Parade) (einzelne Segmente)
- 1930: Monte Carlo (Regie/Produktion)
- 1931: Der lächelnde Leutnant (The Smiling Lieutenant) (Regie/Produktion/Drehbuch)
- 1932: Der Mann, den sein Gewissen trieb (Broken Lullaby / The Man I Killed)
- 1932: Eine Stunde mit Dir (One Hour with You) (Regie/Produktion)
- 1932: Une heure près de toi (franz. Versionenfilm von One Hour with You)
- 1932: Ärger im Paradies (Trouble in Paradise) (Regie/Produktion)
- 1932: Wenn ich eine Million hätte (If I Had a Million) – Episode The Clerk
- 1933: Serenade zu dritt (Design for Living) (Regie/Produktion)
- 1934: Die lustige Witwe (The Merry Widow) (Regie/Produktion/Drehbuch)
- 1936: Perlen zum Glück (Desire) (Produktion)
- 1937: Engel (Angel) (Regie/Produktion)
- 1938: Blaubarts achte Frau (Bluebeard’s Eighth Wife) (Regie/Produktion)
- 1939: Ninotschka (Ninotchka) (Regie/Produktion)
- 1940: Rendezvous nach Ladenschluß (The Shop Around the Corner) (Regie/Produktion)
- 1941: Ehekomödie (That Uncertain Feeling) (Regie/Produktion)
- 1942: Sein oder Nichtsein (To Be or Not to Be) (Regie/Produktion/Drehbuch)
- 1943: Ein himmlischer Sünder (Heaven Can Wait) (Regie/Produktion)
- 1945: Skandal bei Hofe (A Royal Scandal) (Regie/Produktion; wegen Krankheit vollendet von Otto Preminger)
- 1946: Cluny Brown auf Freiersfüßen (Cluny Brown) (Regie/Produktion)
- 1948: Die Frau im Hermelin (That Lady in Ermine) (wegen Todes vollendet durch Otto Preminger)

## Auszeichnungen

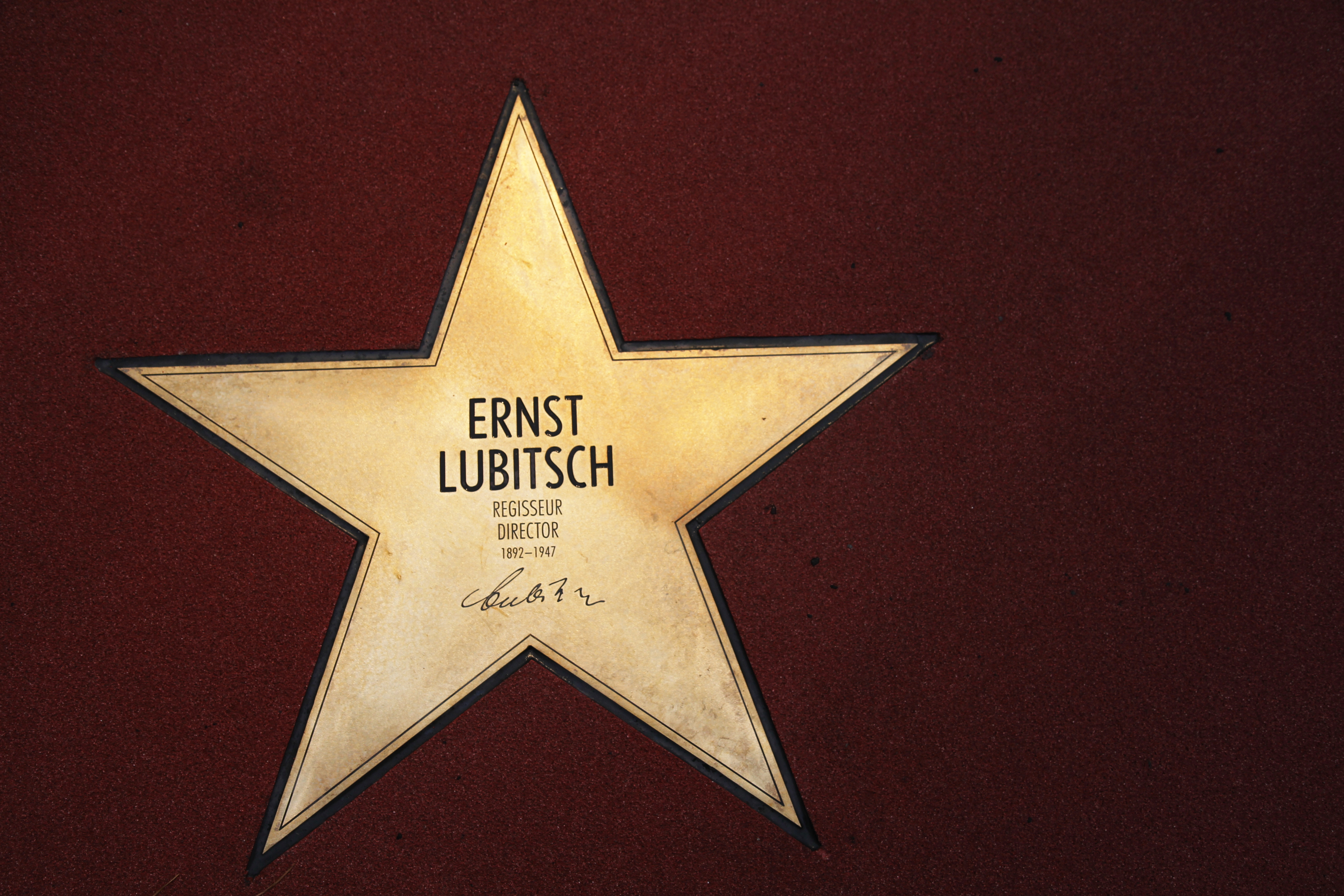
Stern auf dem Boulevard der Stars

- Ehren Oscar 1947 für sein Lebenswerk
- Honorary Award (Ehrenoscar für Hervorragende Leistungen)
- Stern auf dem Hollywood Walk of Fame: 7040 Hollywood Blvd.
- Stern auf dem Boulevard der Stars in Berlin (2011)
- Die lebensgroße Lubitsch-Figur, die Gunther Rometsch 1986 für sein Kino „Notausgang“ von dem Künstler Jürgen Walter anfertigen ließ, wurde im Rahmen der Ernst-Lubitsch-Preisverleihung am 29. Januar 2014 im Kino Babylon als „Ehren-Stammgast“ installiert und sitzt im legendären Berliner Stummfilmpalast am Rosa-Luxemburg-Platz in Reihe 4 Mitte.